# Psenopsis humerosa
Psenopsis humerosa är en fiskart som beskrevs av Munro, 1958. Psenopsis humerosa ingår i släktet Psenopsis och familjen svartfiskar. Inga underarter finns listade i Catalogue of Life.